# Prinsessegemalinde
Prinsessegemalinde (sammentrækning af prinsesse og gemalinde) er den kvindelige ækvivalent af prinsgemal, og en kongelig titel, som kan tilfalde en ikke-regerende hustru til en regerende konge. Eksempler på individer, som besidder denne titel, kan nævnes Prinsesse Lalla Salma af Marokko. Ved Charles, Prins af Wales' tronbestigelse, vil hans hustru Camilla, også bære denne titel, selvom hun juridisk vil være dronning(gemalinde).
På engelsk tilfalder den engelske ækvivalent af titlen, Princess Consort, også ikke-regerende hustruer af fyrster (på engelsk prince). På dansk skelnes der mellem en prins og fyrste, og der bruges i stedet titlen fyrstinde eller sjældnere blot gemalinde.
Tilsvarende til prinsessegemalinde bruges den højere rangerede og langt mere anvendte titel dronninggemalinde, også for en ikke-regerende hustru til en konge.

## Storbritannien
Hvis Charles, Prins af Wales bliver konge, vil hans hustru Camilla, hertuginde af Cornwall lovligt og automatisk blive dronninggemalinde, i overensstemmelse med engelsk lovgivning. Clarence House erklærede i anledning af deres bryllup i 2005, at Camilla ville bruge prædikatet "prinsessegemalinde" i stedet for en dronning, men der er ingen juridisk eller historisk præcedens for en sådan titel. "Princess Consort", som titlen hedder på engelsk, afspejler den titel Albert, husbond til dronning Victoria, havde.
I 2018 fjernede Clarence House udtalelsen om Camillas foreslåede titel fra sin officielle hjemmeside. I 2020 bekræftede Clarence House imidlertid, at planerne om, at Camilla skal adoptere prinsessegemalinde-titlen, forbliver uændret.

## Marokko
Kong Mohammed 6. af Marokko's gemalinde, prinsesse Lalla Salma, har prædikatet Hendes Kongelige Højhed Prinsessegemalinden. Hun er den første marokkanske kongelige gemalinde til at modtage nogen titel.